# Α-シアノ-4-ヒドロキシケイ皮酸
α-シアノ-4-ヒドロキシケイ皮酸（α-シアノ-4-ヒドロキシケイひさん、α-cyano-4-hydroxycinnamic acid, 略称CHCA）は、ケイ皮酸の誘導体で、フェニルプロパノイドの一つ。MALDI質量分析法において、ペプチドおよびヌクレオチドなどを測定する際のマトリックスとして使われる。毒物及び劇物取締法（通称: 毒劇法）の下位法である毒物及び劇物指定令上では、「有機シアン化合物及びこれを含有する製剤」として劇物に指定されている（第2条32）。